# Mad Hatter (DC)
De Mad Hatter is een fictieve superschurk uit de Batman-stripserie van DC Comics. Hij is gemodelleerd naar het gelijknamige personage uit Lewis Carrolls boek Alice's Adventures in Wonderland.

## Geschiedenis
De Mad Hatter is in werkelijkheid Jervis Tetch, een hoedenfanaat en een groot fan van het verhaal Alice's Adventures in Wonderland. Hij lijdt aan een obsessieve-compulsieve stoornis en een psychotische manische depressie. Hij kan tevens vaak geen fictie onderscheiden van werkelijkheid.
Bij zijn debuut in de Batman-strips probeerde Mad Hatter een trofee te stelen uit de Gotham-jachtclub, maar dat werd door Batman verhinderd. Al snel keerde hij weer terug en werd een vaste vijand van Batman. Net als veel vijanden van Batman werd hij in recente jaren een grimmiger personage dan voorheen.
In 1983 werd onthuld dat Mad Hatter mensen in zijn macht kan krijgen via speciale apparaten die hij verstopt in hoeden.
Op een gegeven moment ging Mad Hatters obsessie voor het Alice in Wonderland-verhaal zo ver, dat hij mensen begon te ontvoeren die overeenkomsten vertoonden met de personages uit dit verhaal. Een van zijn slachtoffers was Barbara Gordon, de toekomstige Batgirl.
Mad Hatter was een tijdje lid van de Secret Six.

## Uiterlijk
Mad Hatters uiterlijk is in de loop der jaren veranderd. Zijn voornaamste kenmerken zijn gebleven. Aanvankelijk was hij een erg klein mannetje. In de jaren 80 werd dit veranderd naar een persoon van gemiddelde lengte. Zijn hoofd is wat aan de grote kant in verhouding tot zijn lichaam, en sinds kort heeft hij ook erg grote tanden.

## Krachten en vaardigheden
Hoewel Mad Hatter geen superkrachten bezit, is hij een briljante neuroloog met veel kennis over hoe hij het menselijk brein kan manipuleren. Hiertoe gebruikt hij zowel hypnose als speciale apparaten die hij het liefst in hoeden verstopt.

## Dubbelganger
Toen Jervis Tetch voor het eerst was gearresteerd, dook na zijn arrestatie een tweede Mad Hatter op. Dit bleek al gauw een imitator te zijn. Deze Mad Hatter was wel goed bij zijn verstand en was voornamelijk een dief. Zijn hoeden bevatten verschillende wapens zoals vlammenwerpers en kettingzagen.
De tweede Mad Hatter is inmiddels uit de serie verdwenen; wat er met hem is gebeurd is niet bekend.

## Andere versies
- Mad Hatter verscheen in de Justice League Unlimited #8 spin-off stripboeken.
- In de Amalgam Comics werd Mad Hatter gecombineerd met Arcade naar het karakter Alice Arcade.

## In andere media

### Televisieseries
- Jervis Tetch/Mad Hatter werd gespeeld door David Wayne in de Batman televisieserie uit de jaren 60. Hij was qua uiterlijk gebaseerd op de dubbelganger van Jervis. Hij deed in totaal mee in 4 afleveringen.
- Mad Hatter deed mee in de animatieserie Batman: The Animated Series, waarin Roddy McDowall zijn stem deed. Hij kwam in zes afleveringen voor. Deze zelfde versie van Mad Hatter verscheen ook in de erop volgende serie, The New Batman Adventures, maar nu met een iets ander uiterlijk en andere kleding.
- De Mad Hatter verscheen ook in de televisieserie Gotham. Hij maakte zijn eerste verschijning in seizoen 3 aflevering 3: Mad City: Look Into My Eyes. In de serie is hij de oorzaak van het Tetch-virus, wat het hoofdprobleem is in het derde seizoen. In het vierde en vijfde seizoen verschijnt de Mad Hatter in een kleinere rol.

### Videospellen
- De Mad Hatter is een vijand van Batman in de videospellen Batman: Arkham City, Batman: Arkham Origins en Batman: Arkham Knight. In de spellen wil hij Batman betrekken tot zijn Alice in Wonderland-fantasieën. De stem van de Mad Hatter werd ingesproken door Peter MacNicol.